# Абел Дански
Абел Дански или Абел Валдемарсон (1218 - 26. јун 1252), је био војвода јужног Јиланда (1232—1252) и краљ Данске (1250—1252). Он је дански краљ са најкраћом владавином. Посебно је познат по свом дуготрајном спору са убиством свог брата Ерика IV. Абелови потомци владали су Шлезвигом до 1375. године.

## Младост
Абел је био син Валдемара II Данског и Беренгарије од Португала. Абел и његова браћа Ерик и Кристоф се први пут појављују у историји као таоци када је њихов отац и најстарији полубрат Валдемар Млађи били заробљени од стране немачких феудалаца и ослободили су се одрицањем свих данских освајања на југу Балтичког мора, сем Рујане, а исто тако и Естоније . После изненадне смрти младог Валдемара Млађег 1231. године, постао је војвода јужног Јиланда, тј. Шлезвига, док је његов старији брат Ерик крунисан за очевог савладара, а Абел му је био потчињен, као и сва остала браћа која су добила на управу друге области. До тада су Абел и сва остала деца Беренгарије од Португала стајали у сенци Валдемара Млађег, јединог сина краља Валдемара II са краљицом Дагмар од Бохемије.
Године 1237. Абел се оженио Матилдом, кћерком грофа Адолфа IV од Холштајна и његове жене Хелвиге од Липеа. Тим браком он је имао веће шансе да после очеве смрти постане краљ Данске, али убрзо је између Данске и Холштајна избио рат и 1239. поражени Адолф се придружио фрањевцима, па је Абел постао регент Матилдиној малолетној браћи све до 1241. године, и у том периоду је наставио Адолфову политику.

## Сукоби са братом
Године 1242., само једну годину након смрти краља Валдемара II, дошло је до тешких и отворених сукоба између Абела и његовог брата, новог данског краља, Ерика. Они трајали са неколико прекида до 1250. године, а странке су опустошиле једни другима територију, а Абел, који изазвао сукоб желећи да постане самосталан владалац, се борио у савезу с Холштајном, Либеком, својим братом Кристофом, полубратом Кнутом од Блекингеа, као и са неким данским племићима са југа, који су хтели да ослабе власт данских краљева. После две године рата, 1244. године, склопљено је примирје и браћа су се договорила да крену у заједнички крсташки рат против Естоније. Рат је поново избио 1246. године и трајао је до 1247. године, када је Софија од Бранденбурга, Абелова и Ерикова сестра измирила браћу. Тим миром Абел је потчињен Ерику.
Мир није дуго трајао и убрзо је поново избио рат. Ерик је разбио Абелову војску, продро је у јужни Јиланд, где је освојио већину Абеловог војводства, па чак и град Шлезвиг, али Абел се у пролеће 1250. године проглашава за краља Данске. Потом је Абел затражио мир и Ерик му је дозволио задржи Војводство, али под условом да се одрекне права на дански престо.

## Ериково убиство
Исте те године Абел је позвао Ерика у госте, у Готорп, у Шлезвигу. Пошто му се чинило да је рат завршен Ерик, који се враћао са једног похода на Холштајн, дошао је у Готорп. Касније те ноћи између 9. и 10. августа 1250. године, Ерик је заробљен, и свезан одвучен из Абелове палате, до мањег брода на оближњем фјорду, где му је одрубљена глава, а његово тело бачено у реку. Абел се заклео да није имао никакве везе са убиством, али у сваком случају Ерика су убили Абелови људи, Лаге Гудмундсен и Тиге Бост.

## Владавина
Абел се прогласио за краља у Виборгу, три недеље касније и био крунисан 1. новембра 1250. године од стране надбискупа Лунда. Владао је кратко, али његова владавина је одликована предузетништвом и ефикасношћу. Реорганизовао је привилегије цркве и страних трговачких градова. Донео је контроверзни уставно правни документ Den Abel-Christofferske Forordning (Абел-Кристоферска уредба), то је био први корак у развоју данских закона. Овим документом Абел је покушао и да регулише однос између краља и племства, и установи снажну монархију.
Сарађивао је са Холштајном, Ханзиним градовима: Либеком, Ростоком и Визмаром, као и са грофивијом Мекленбург, што је стабилизовало јужну Данску границу. Што се тиче Естоније, абел је завршио спор са Тевтонском наредбом о демаркацији границе. Само је на северу имао непријатеље Шведску и Норвешку. Шведску због тога што је подржавао краљеву опозицију, а Норвешку, због тога што су Норвежани током рата међу браћом пленили Данске обале.
Погинуо је 29. јуна 1252. године од стреле у походу на Фризе, који су се налазили у западном делу војводства Шлезвиг. Овим походом он је хтео да осигура своју власт над Шлезвигом. Сахрањен је у Шлезвигу.
Абел је био последњи дански краљ који је погинуо у рату.
На престолу га је наследио брат Кристоф I, који је искористио то што Валдемар, Абелов најстарији син, није био у Данској. То је изазвало вишедеценијске спорове између Абелових и Кристофових потомака.

## Брак и деца
Из свог брака са Матилдом, који је склопљен 1237. године, Абел је имао три сина: Валдемара, Ерика и Абела.